# Bellyfruit
Bellyfruit es una película de drama. estadounidense dirigida por Kerri Green, estrenada en 1999.  Fue la primera película del estudio The Asylum.

## Descripción General
Bellyfruit es la adaptación de una obra de teatro con el mismo nombre que se estrenó en el Los Angeles Theatre Center el 16 de marzo de 1996. La obra es la culminación de obras escritas y representaciones teatrales desarrolladas a partir de las historias de las mujeres de Ramona  y el programa de escritura Pacoima Madres Jóvenes. Las actrices Bonnie Dickenson, Tanya Wright, Judy Herrera y Patrice Pitman Quinn interpretaron los papeles de madres adolescentes en la producción teatral original de Bellyfruit. La obra fue producida por artistas mujeres independientes y representada en beneficio de Gramercy Group Homes en Los Ángeles. La película también fue dirigida por Kerri Green y escrita por Green, Maria Bernhard, Susannah Blinkoff y Janet Borrus.  

## Reparto
- Kelly Vint Castro: Christina
- Tonatzin Mondragón: Aracely[3]
- T E. Russell: Damon
- Miguel Peña: Oscar
- James DuMont: Lou
- Melodía Garrett: el doctor
- Rubén Madera: Eddie
- Luis Chávez: Enrique
- Jeremy Wells: Joe

## Recepción
Variety consideró que la película era “un retrato simpático de las chicas que, afortunadamente, permanece libre de sentimentalismo. Pero, sorprendentemente, es la discreta actuación de Peña la que más resuena. Bellyfruit, presentada inicialmente como una obra de teatro, tiene una apariencia arenosa que sirve bien a su material." 